# Bartholomäer Kegelstatt

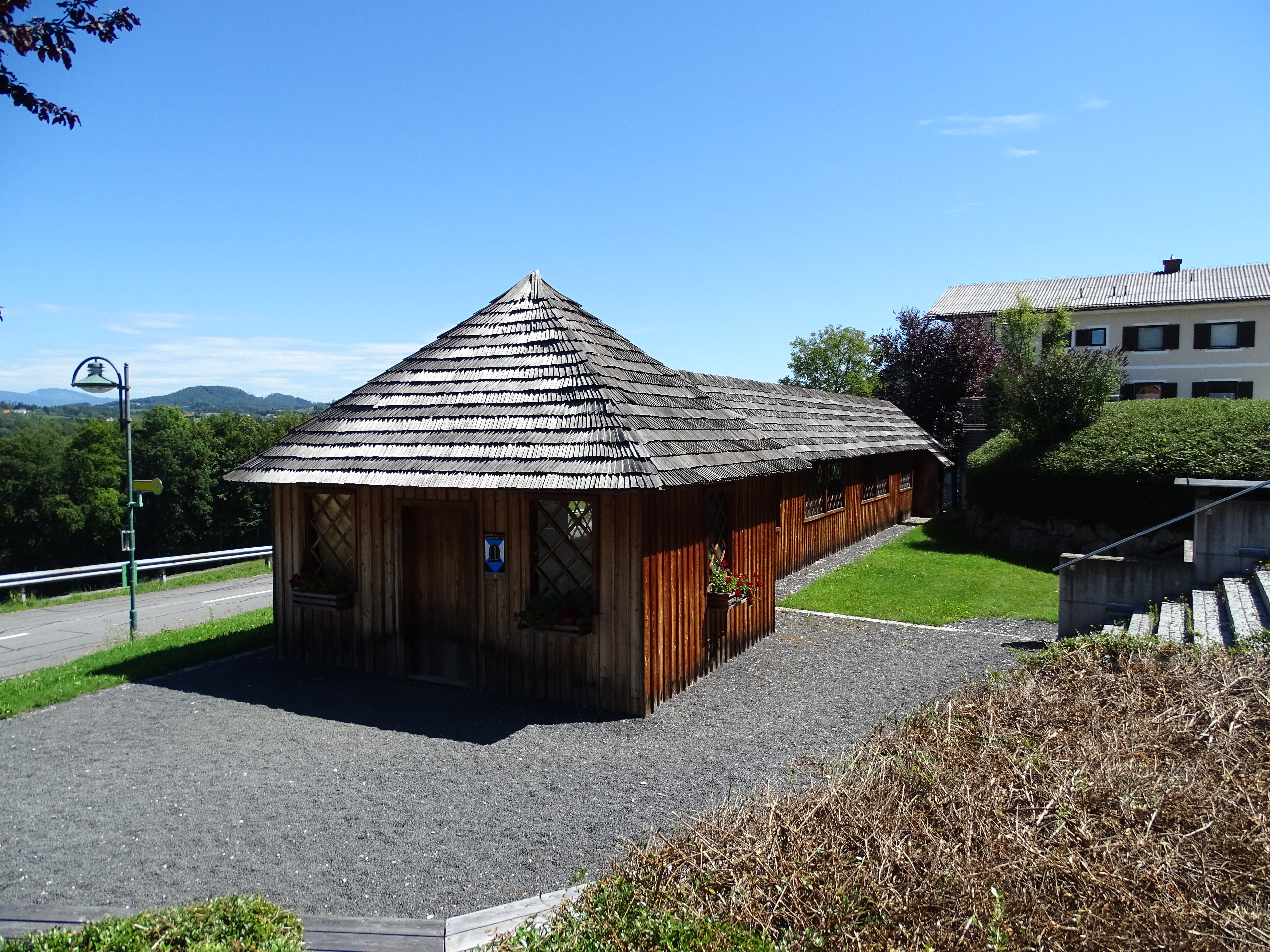
Die Kegelstatt im August 2019

Die Bartholomäer Kegelstatt ist eine 1894 erbaute Kegelbahn in Sankt Bartholomä in der Steiermark. Die Ortseinwohner bezeichnen das denkmalgeschützte Objekt häufig als „Kegelbudl“ oder „Luahmbudl“.

## Gestaltung
Die Kegelstatt besteht aus einer befensterten Vorhalle und einem angebauten langgestreckten, laubenartigen Gebäude mit der eigentlichen Kegelbahn. Das gesamte Gebäude wurde in einer leichten Ständerbauweise errichtet und mit Schindeln aus Fichtenholz überdacht. Die Schindeln sind im Fischgrätmuster angeordnet. Das Dach ist ein typischer Vertreter des nur in der nördlichen Weststeiermark vorkommenden weststeirischen Schieferschindeldaches. Auf einem Giebelbrett steht ein Monogramm mit dem Hinweis auf das Erbauungsjahr. Die 19,5 m lange Kegelbahn hat einen sogenannten Kegelbaum, der aus dem Stamm einer Erle geschnitten wurde. Er ist am Anfang 25 Zentimeter breit und verjüngt sich zum Ende hin auf 11 Zentimeter.

## Geschichte
Die Kegelstatt wurde im Jahr 1894 vom damaligen Bürgermeister Johann Track erbaut. Hanns Koren organisierte 1975 die Erneuerung des Schindeldaches. Nach einer weiteren Renovierung des Gebäudes von 2007 wurde die Kegelstatt am 15. Juni 2008 erneut eröffnet.